# Estútias
Estútias (em latim: Stutias), também chamado Estotzas (em grego: Στότζας) por Procópio de Cesareia e Jordanes, Estótias por Conde Marcelino, Estuzas (em latim: Stuzas) por Vítor de Tununa e Tzotzas (em grego: Τζότζας) por Teófanes, o Confessor, foi um soldado bizantino que liderou uma revolta militar na prefeitura pretoriana da África na década de 530.

## História

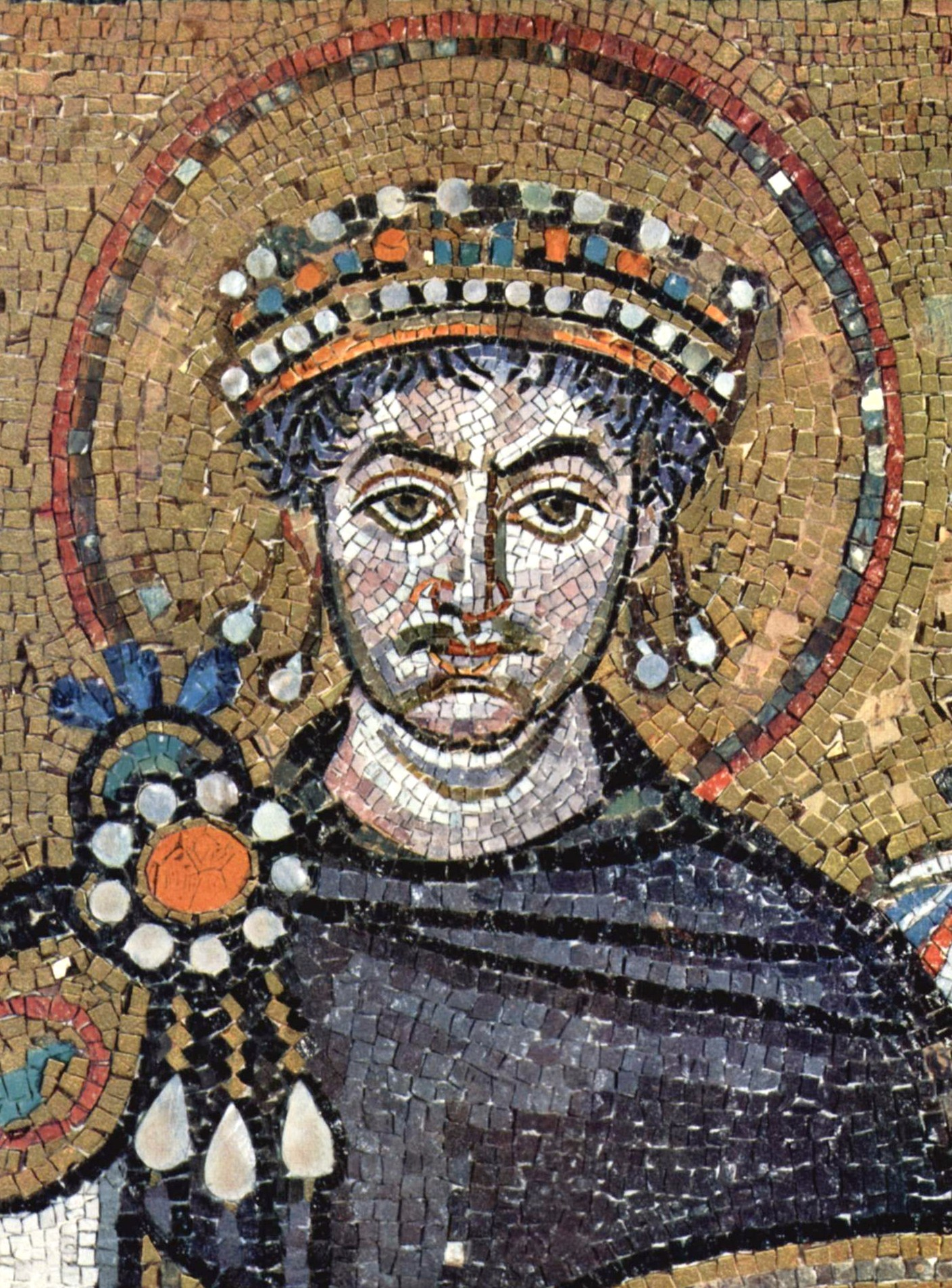
Justiniano em detalhe dum mosaico da Basílica de São Vital

Estútias serviu como guarda-costas do general Martinho no exército comandado por Belisário que conquistou o Reino Vândalo na África em 533-534. Em 536, um motim militar irrompeu no exército da região contra o seu líder, Salomão. Os rebeldes escolheram Estútias para liderá-los e tencionavam expulsar os aliados imperiais e fundar na África um Estado separado governado por eles. Estútias marchou contra a capital, Cartago, com uma força de oito mil homens, aos quais se juntaram pelo menos outros mil vândalos sobreviventes e diversos escravos libertos.
Ele cercou a cidade, que estava a ponto de se render quando Belisário chegou sem aviso vindo da Sicília. Estútias ergueu o cerco e recuou para Membresa, onde foi derrotado por Belisário. Os rebeldes fugiram à Numídia, onde Estútias persuadiu a maior parte da guarnição bizantina a se juntar a ele após ter assassinado os oficiais. De acordo com o historiador Procópio, neste ponto quase dois terços do exército bizantino na região já tinha se juntado aos rebeldes.
Belisário teve que retornar à Itália para lutar na guerra contra os ostrogodos e foi substituído pelo habilidoso primo do imperador Justiniano (r. 527–565), Germano, no final de 536. A política de Germano para convencer as tropas rebeldes com promessas de perdão e o pagamento de seus salários teve sucesso e uma grande parte dos rebeldes se juntaram a ele. Por isso, Estútias resolveu forçar uma decisão e marchou contra ele na primavera de 537. Os exércitos se encontraram num local chamado de Escadas Ancestrais (em latim: Scalas Veteres) e Estútias, abandonado pela maioria de seus aliados, foi derrotado.
Estútias conseguiu escapar com um punhado de seguidores à Mauritânia, onde foi bem recebido, casou-se com a filha de um príncipe local e supostamente se tornou rei em 541. Em 544, porém, ele e o rei mouro Antalas atacaram a África bizantina novamente. Estútias e seus homens foram atacados pelo general João no outono de 545, mesmo em grande desvantagem numérica. Na chamada Batalha de Tácia que se seguiu, João conseguiu infligir um golpe mortal em Estútias e também foi morto logo em seguida.